# Niassacompagnie

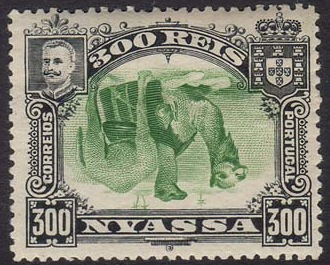
Door de Niassacompagnie uitgegeven postzegel (1901)

De Niassacompagnie (Engels: Nyassa Company, Portugees: Companhia do Niassa) was een Britse koninklijke compagnie (companhia majestática) in de Portugese kolonie Mozambique, die tussen 1891 en 1929 de huidige provincies Cabo Delgado en Niassa controleerde.
Aan het einde van de 19e eeuw werd de overheersing van Mozambique door Portugal bedreigd door Groot-Brittannië en Duitsland, die van plan waren om Mozambique onderling te verdelen.
Portugal had onvoldoende kapitaal tot zijn beschikking om Mozambique effectief te koloniseren, zodat Portugal het land en zijn bewoners aan particulieren verpachtte. In 1891 werd één derde van het land in handen gegeven aan drie Britse bedrijven, de Mozambiquecompagnie, de Zambezicompagnie en de Niassacompagnie.
Het grondgebied dat toekwam aan de Niassacompagnie besloeg het noordelijke deel van Mozambique, ten noorden van de rivier de Lurio.
De macht van de Niassacompagnie was gebaseerd op het chibalosysteem, een systeem van gedwongen arbeid, dat de Mozambikanen dwong om te werken op de plantages, de katoenvelden en aan openbare werken. Bovendien werden de Mozambikanen gedwongen om hutbelastingen te betalen, die hen in de schuld hielden. Het chibalosysteem stelde de Niassacompagnie in staat om plantages op te zetten. Verder stelde dit systeem de Niassacompagnie in de gelegenheid om de boeren te dwingen om voor hen te werken. Tevens verhinderde de Niassacompagnie dat de boeren eigen gewassen voor de verkoop teelden.
In 1904 stichtte de Niassacompagnie de stad Porto Amélia, die tegenwoordig Pemba heet. Porto Amélia werd het hoofdkwartier van de Niassacompagnie.
Op 27 oktober 1929 liep de concessie af en droeg de Niassacompagnie haar grondgebied weer over aan de Portugese overheid.